# Rhacophorus cyanopunctatus
Rhacophorus cyanopunctatus es una especie de ranas que habita en Indonesia, Malasia, Singapur, Tailandia, Vietnam y, posiblemente también en Brunéi y Birmania.
Esta especie está en peligro de extinción por la pérdida de su hábitat natural.